# 쥘부채 (드라마)
《쥘부채》는 1984년 4월 14일에 방영된 TV문학관이다.

## 줄거리
동식(송재호)은 설악산 등반대의 조난사고 뉴스를 듣고 불안한 마음으로 설악산으로 떠난 애인 성녀(김미숙)의 집에 전화를 건다. 그러나 그녀는 전화를 직접 받고 설악산에 가지 않았다며 웃는다. 동식은 언제나 자의식과 이기를 앞세우는 성녀의 뻔뻔한 태도에 불만을 품는다. 그러던 중 동식은 우연히 교도소 근처에서 쥘부채를 줍는다. 정교한 쥘부채에 흥미를 가진 동식은 그 부채에 담긴 사연을 추적한다. 그러면서 동식은 이념문제 때문에 각각 수감되어 생을 마감할 수 밖에 없었던 연인들의 지고지순한 사랑에 대해 알게 되는데...

## 출연
- 송재호
- 김미숙
- 민욱
- 김진옥
- 안영주
- 맹호림
- 김봉근
- 이현두
- 안대용
- 정운용
- 연운경
- 장희진
- 장칠군
- 김재만
- 윤성국
- 김기복
- 노영화
- 권재희
- 조정국
- 김수연
- 김영배
- 안승훈
- 한경선
- 이인숙
- 이미배